# یان-فیت آرپ
یان-فیت آرپ (انگلیسی: Jann-Fiete Arp؛ زادهٔ ۶ ژانویهٔ ۲۰۰۰) بازیکن فوتبال اهل آلمان است.
از باشگاه‌هایی که در آن بازی کرده‌است می‌توان به باشگاه فوتبال هامبورگ و بایرن مونیخ اشاره کرد.
وی همچنین در تیم ملی فوتبال جوانان آلمان بازی کرده‌است.

## عملکرد باشگاهی

### هامبورگ
آرپ اولین بازی خود را برای هامبورگ در دربی نوردر انجام داد و در مقابل وردر برمن قرار گرفت و به عنوان جانشین در دقیقه ۸۹ برای بابی وود به میدان رفت. این باعث شد تا او اولین بازیکن متولد قرن بیست و یک شود که در بوندس لیگا بازی کرده‌است. در تاریخ ۲۸ اکتبر ۲۰۱۷، آرپ اولین گل خود در بوندس لیگا را مقابل هرتا برلین به ثمر رساند و بدین ترتیب به اولین بازیکن بوندسلیگا متولد دهه ۲۰۰۰ تبدیل شد که در این رقابت‌ها گلزنی می‌کند.

### بایرن مونیخ
در ۷ فوریه ۲۰۱۹ اعلام شد که آرپ در ابتدای فصل ۲۰۱۹–۲۰۲۰ یا فصل ۲۰۲۰–۲۰۲۱ به بایرن مونیخ خواهد پیوست. با این حال، وی در تاریخ ۱ ژوئیه ۲۰۱۹ به بایرن مونیخ پیوست.

## عملکرد بین‌المللی
آرپ بخشی از تیم زیر ۱۷ سال آلمان بود و در مسابقات قهرمانی زیر ۱۷ سال اروپا ۲۰۱۷ گل زد. بعداً در همان سال، آرپ در مسابقات جام جهانی فوتبال زیر ۱۷ سال ۲۰۱۷ بازی کرد و در آن جا ۵ گل به ثمر رساند.

## افتخارات

#### فردی
- مدال طلایی مسابقات فریتز والتر زیر ۱۷ ساله‌ها:۲۰۱۷
- بهترین گلزن مسابقات بوندس لیگای جوانان:۱۷–۲۰۱۶
- بهترین بازیکن جوان هامبورگ:۱۸–۲۰۱۷